# Croix du Vignal
La croix du Vignal est une croix du XVIe siècle en pierre de Volvic située sur la commune de Gerzat  dans le Puy-de-Dôme. Elle est classée au titre des monuments historiques depuis 1908.

## Description

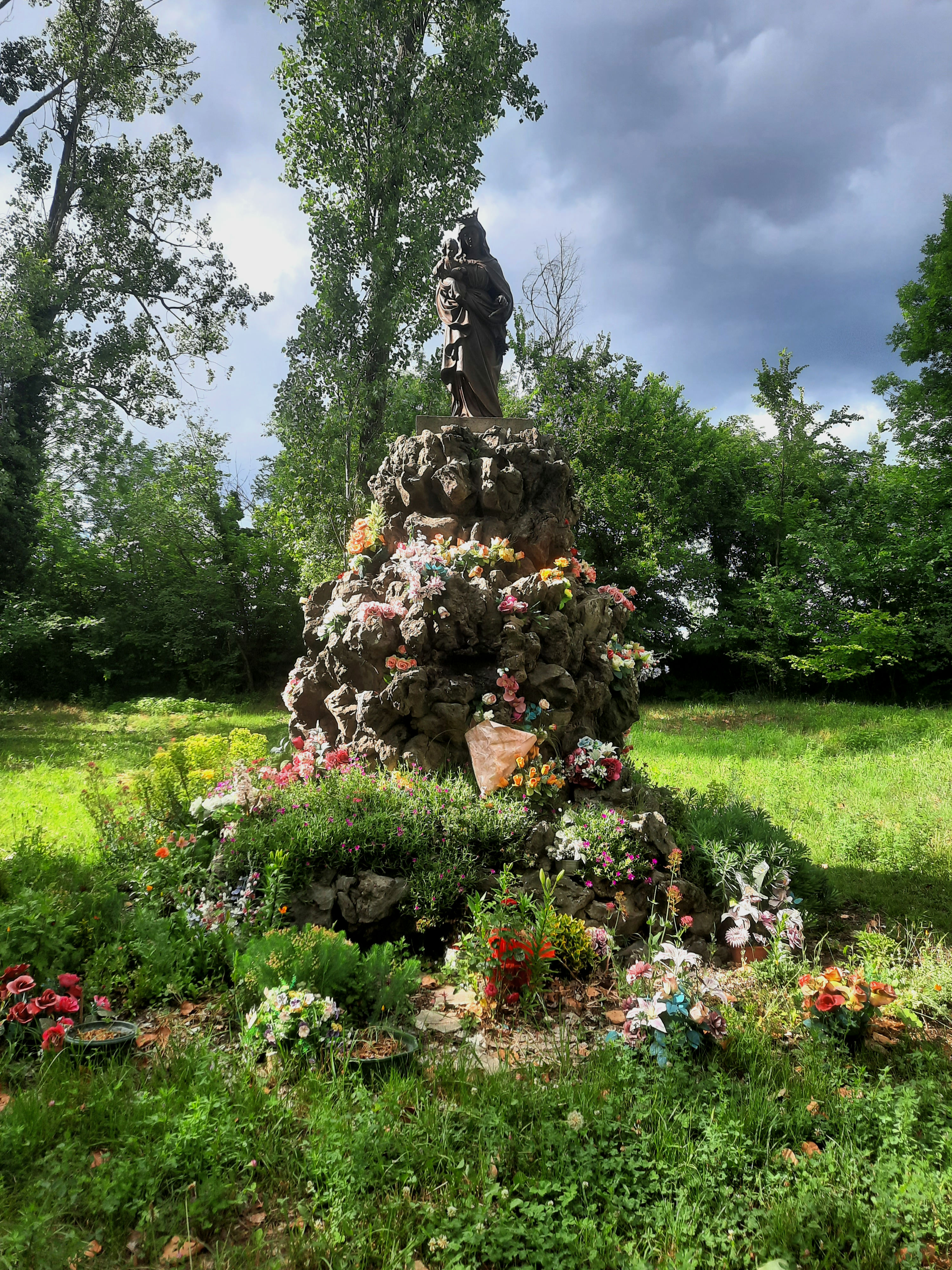
Notre-Dame du Vignal, sujet du pèlerinage annuel.

La croix du Vignal est en pierre de Volvic. Elle provient du cimetière, mais est actuellement le long de l'ancienne route de Cébazat, à quelques mètres d'une statue d'une vierge du début du XXe siècle. Un pèlerinage s'y déroule tous les ans depuis Gerzat.
La croix repose sur un piédestal quadrangulaire et pyramidal.

## Historique
La croix date du XVIe siècle, elle est inscrite au titre des monuments historiques par arrêté du 14 octobre 1908.